# Соломбальский машиностроительный завод
Соломбальский машиностроительный завод (СМЗ) — российский производитель лесозаготовительной техники. Завод расположен на берегу Северной Двины в районе Соломбала города Архангельска.

Создан в 1929 году.
Единственный завод, выпускавший в СССР автолесовозы.
В 2005 году вошел в состав холдинга «Подъемные машины». В 2014 году «Подъемные машины» вошли в состав международного концерна Palfinger.

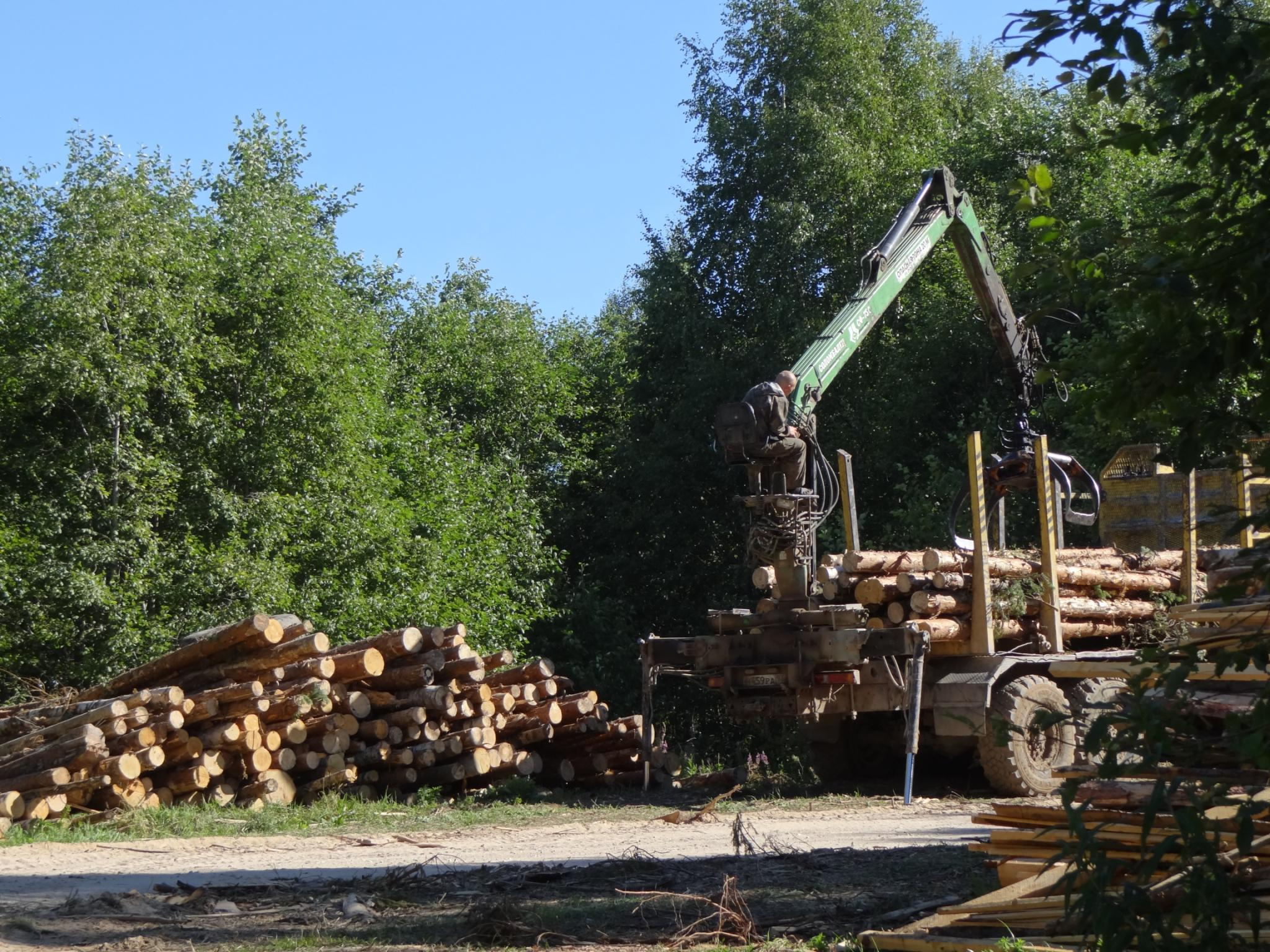
Гидроманипулятор Соломбалец СФ-75С
Автолесовоз 5-С-2 (1935 год выпуска)